# اولیور گربیگ
اولیور گربیگ (انگلیسی: Oliver Gerbig؛ زادهٔ ۱۲ دسامبر ۱۹۹۸) بازیکن فوتبال است.
وی همچنین در تیم‌های ملی فوتبال زیر ۲۳ سال هنگ کنگ، و هنگ کنگ بازی کرده‌است.